# Coleocephalocereus fluminensis

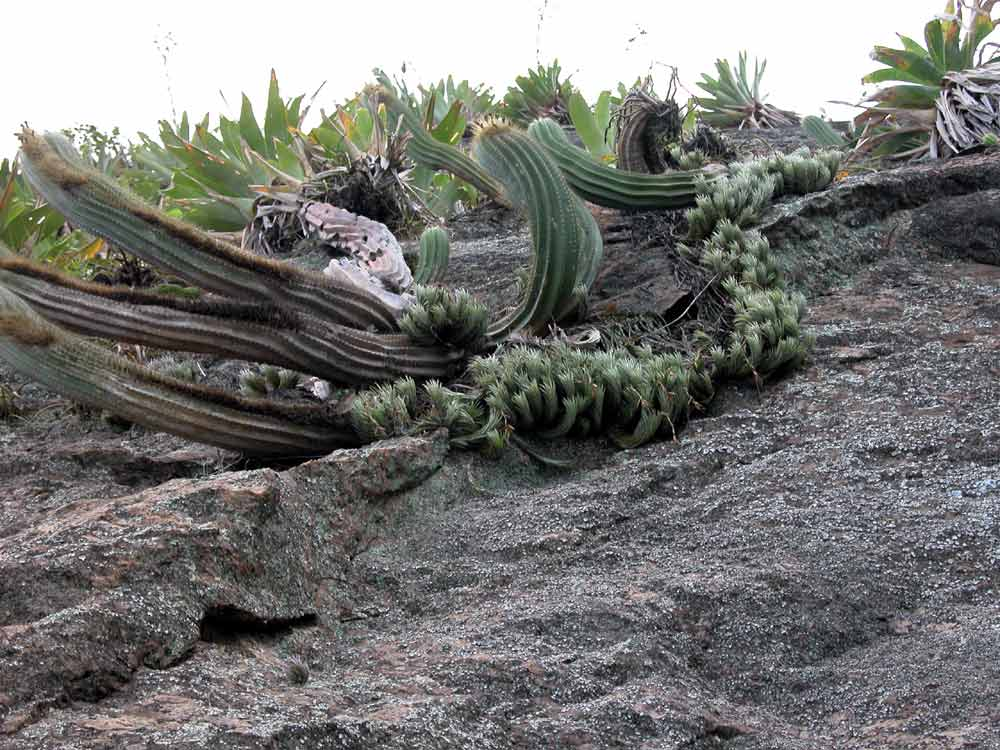
Wuchsform

Coleocephalocereus fluminensis ist eine Pflanzenart aus der Gattung Coleocephalocereus in der Familie der Kakteengewächse (Cactaceae). Das Artepitheton fluminensis verweist auf das Vorkommen der Art im Gebiet von Rio de Janeiro (lat.: ‚Flumen Januarii‘).

## Beschreibung
Coleocephalocereus fluminensis wächst halb niederliegend mit an der Basis verzweigten dunkelgrünen Trieben, deren Spitzen aufwärts gewendet sind. Die Triebe erreichen bei Durchmessern von bis 10 Zentimetern Längen von bis 3 Metern. Es sind 5 bis 17 gerade Rippen vorhanden. Der einzelne Mitteldorn ist anfangs bräunlich gelb und vergraut später. Die 4 bis 14 gelblichen Randdornen vergrauen ebenfalls im Alter. Blühfähige Triebe weisen eine abweichende Bedornung auf. Das bis 5 Zentimeter breite und bis 1 Meter lange Cephalium besteht aus reichlich weißer Wolle und Borsten.
Die Blüten sind weißlich bis blassrosa und bis 7 Zentimeter lang. Die schlanken, kreiselförmigen Früchte sind glänzend violett und werden 2 bis 3 Zentimeter lang.

## Systematik, Verbreitung und Gefährdung
Coleocephalocereus fluminensis ist in den brasilianischen Bundesstaaten Rio de Janeiro, São Paulo, Minas Gerais und Espírito Santo verbreitet.
Die Erstbeschreibung als Cereus fluminensis erfolgte 1838 durch Friedrich Anton Wilhelm Miquel. Curt Backeberg stellte die Art 1942 in die Gattung Coleocephalocereus. Weitere nomenklatorische Synonyme sind Cephalocereus fluminensis (Miq.) Britton & Rose (1920) und Austrocephalocereus fluminensis (Miq.) Buxb. (1968).
Es werden folgende Unterarten unterschieden:
- Coleocephalocereus fluminensis subsp. fluminensis
- Coleocephalocereus fluminensis subsp. decumbens (F.Ritter) N.P.Taylor & Zappi

Coleocephalocereus fluminensis wird in der Roten Liste gefährdeter Arten der IUCN als „Least Concern (LC)“, d. h. nicht gefährdet eingestuft. Die Unterart Coleocephalocereus fluminensis subsp. decumbens galt 2002 als „Endangered (EN)“, d. h. stark gefährdet. Bei der Aktualisierung 2010 wurde die Unterart nicht neu bewertet und aus der roten Liste entfernt.

## Nachweise